# Беттендорф (Люксембург)
Беттендорф (люкс. Bettenduerf, фр. Bettendorf) — коммуна в Люксембурге, располагается в округе Дикирх. Коммуна Беттендорф является частью кантона Дикирх. В коммуне находится одноимённый населённый пункт.
Население составляет 2484 человек (на 2008 год), в коммуне располагаются 810 домашних хозяйств. Занимает площадь 23,24 км² (по занимаемой площади 39 место из 116 коммун). Наивысшая точка коммуны над уровнем моря составляет 422 м. (41 место из 116 коммун), наименьшая 180 м. (19 место из 116 коммун).

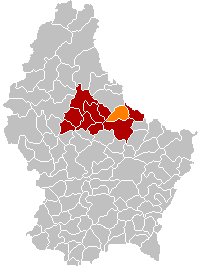
Оранжевый цвет — коммуна Беттендорф (Люксембург), красный — кантон Дикирх.